# La fuerza del cariño
La fuerza del cariño (título original en inglés: Terms of Endearment) es una película de comedia dramática estadounidense, basada en la novela homónima de Larry McMurtry, dirigida, escrita y producida por James L. Brooks, y protagonizada por Shirley MacLaine, Debra Winger, Jack Nicholson, Danny DeVito, Jeff Daniels y John Lithgow. La película cubre 30 años de la relación entre Aurora Greenway (MacLaine) y su hija Emma (Winger).
La película recibió once nominaciones a los Premios de la Academia y ganó cinco: Mejor película, Mejor director y Mejor guion basado en material de otro medio para Brooks; Mejor actriz para MacLaine y Mejor actor de reparto para Nicholson. En los Premios Globo de Oro, obtuvo Mejor Película - Drama, Mejor actriz - Drama para MacLaine, Mejor actor de reparto para Nicholson y Mejor guion para Brooks.

## Argumento
La viuda Aurora Greenway (Shirley MacLaine) mantiene a varios pretendientes a distancia, centrándose, en cambio, en su relación estrecha pero controladora con su hija Emma (Debra Winger). Ansiosa por escapar de su madre, Emma se casa con el joven profesor universitario Flap Horton (Jeff Daniels) y luego se muda y tiene tres hijos. A pesar de sus frecuentes disputas y dificultades para llevarse bien, Emma y Aurora tienen un vínculo entre ellas que no se puede romper, y mantienen contacto por teléfono.
Emma y Flap pronto se topan con dificultades financieras y matrimoniales. Emma tiene problemas para manejar a los niños y al hogar, y tanto ella como Flap tienen relaciones extramatrimoniales. Emma confía cada vez más en su madre para apoyarse emocionalmente. Mientras tanto, la solitaria Aurora vence su represión y comienza un romance con su vecino, el astronauta retirado Garrett Breedlove (Jack Nicholson).
La familia Horton se muda de Houston (Texas) a Des Moines (Iowa) y finalmente a Nebraska, aparentemente para ayudar a la carrera de Flap, pero sobre todo para que este pueda estar cerca de su novia. Emma es diagnosticada con cáncer, que se vuelve terminal. Aurora se mantiene al lado de Emma a través de su tratamiento y hospitalización, incluso mientras lidia con su propio dolor después de que Garrett termina su relación. La moribunda Emma muestra su amor por su madre al confiar a sus propios hijos a su cuidado. Después de la muerte de Emma, Garrett vuelve a aparecer en la vida familiar y comienza a vincularse con los pequeños hijos de Emma.

## Reparto
- Shirley MacLaine - Aurora Greenway
- Debra Winger - Emma Greenway Horton
- Jack Nicholson - Garrett Breedlove
- Danny DeVito - Vernon Dalhart
- Jeff Daniels - Flap Horton
- John Lithgow - Sam Burns
- Lisa Hart Carroll - Patsy Clark
- Huckleberry Fox - Teddy Horton
- Troy Bishop - Tom "Tommy" Horton
  - Shane Sherwin - Tom "Tommy" Horton (3 años)
- Megan Morris - Melanie Horton
  - Tara Yeakey - Melanie Horton (bebé)
- Kate Charleson - Janice
- Betty King - Rosie Dunlop
- Albert Brooks - Rudyard

## Producción
James L. Brooks escribió el papel secundario de Garrett Breedlove para Burt Reynolds, quien rechazó el papel debido a un compromiso verbal que había hecho para aparecer en Stroker Ace. "No hay premios en Hollywood por ser un idiota", dijo luego Reynolds sobre la decisión.
Las tomas exteriores de la casa de Aurora se filmaron en el #3060 Locke Lane, Houston, Texas. Larry McMurtry, escritor de la novela en la que se basó el guion, había recibido su maestría en la Universidad Rice, a solo tres millas de la casa.
Las tomas exteriores de los lugares destinados a Des Moines, Iowa; Kearney, Nebraska y Lincoln, Nebraska, se filmaron todas en la última mencionada. Muchas escenas fueron filmadas en, o cerca, del campus de la Universidad de Nebraska-Lincoln. Durante el rodaje en Lincoln, Debra Winger inició una relación de dos años con el entonces gobernador de Nebraska, Bob Kerrey.
MacLaine y Winger no se llevaron bien durante la producción. MacLaine confirmó en una entrevista que "fue un rodaje muy duro (...) caótico (...) (a Jim) le gusta trabajar con tensión en el set".
Al trabajar con Nicholson, MacLaine dijo: "Trabajar con Jack Nicholson fue una locura", pero que su espontaneidad pudo haber contribuido a su desempeño. Ella también dijo: "Somos como viejos batidos que trabajamos juntos. Ustedes saben los viejos batidos que solían mostrar cada vez que iban a ver a los Ice Follies. Tenían a este hombre y mujer ancianos, que en ese momento tenían 40 años, y tenían un poco demasiado de peso alrededor de la cintura y se movían un poco más despacio. Pero bailaron tan elegantemente y sincronizados entre sí que la audiencia simplemente se relajó y suspiró. Esa es la forma en que funciona con Jack. Ambos sabemos lo que el otro va a hacer. Y no socializamos ni nada. Es una química asombrosa, una maravilla." MacLaine confirmó en una entrevista con USA Today que Nicholson improvisó cuando bajó su mano por el vestido en la escena de la playa.

## Recepción

### Taquilla
Terms of Endearment fue un éxito comercial. En su fin de semana de apertura, recaudó $3,4 millones de dólares, siendo la segunda película más vista; y en su segundo fin de semana, cuando recaudó $3,1 millones, pasó a tener el primer puesto en la taquilla. Tres fines de semana después, llegó nuevamente al número uno, con $9.000.000, teniendo un amplio lanzamiento. Durante cuatro fines de semana, se mantuvo como número uno en la taquilla, hasta caer al número dos en su décimo fin de semana. En el 11.º fin de semana de la película, llegó al número uno (por sexta y última vez), recaudando $3.000.000. La película recaudó en total una suma de $108.423.489 en Estados Unidos.

### Crítica
En general, la película fue bien considerada por los críticos, y mantiene una calificación del 88% en Rotten Tomatoes , con el consenso: "Un clásico, Terms of Endearment no es tímida para alcanzar las fibras del corazón, pero está tan bien actuada y escrita con inteligencia que es casi imposible resistir". Roger Ebert le dio a la película una calificación de cuatro de cuatro estrellas, llamándola "una película maravillosa" y afirmando, "No hay nada que yo cambiaría, y me sentí eufórico por la libertad que brinda para pasar de la alta comedia de los mejores momentos de Nicholson a la actuación de Debra Winger en las escenas finales". Gene Siskel, quien le dio a la película una crítica muy entusiasta, predijo correctamente en su lanzamiento que ganaría el Premio de la Academia a la Mejor Película de 1983. En su guía de películas, Leonard Maltin concedió a la película una rara calificación de cuatro estrellas, llamándola una "maravillosa mezcla de humor y angustia", y concluyó que la película era "constantemente fuera de lo común e impredecible, con actuaciones excepcionales de las tres estrellas".

### Premios y nominaciones

#### Premios Óscar
En la 56.ª ceremonia de los premios Óscar, Terms of Endearment obtuvo once nominaciones en nueve categorías, por el hecho de poseer dos nominaciones en los renglones de "Mejor Actriz" y "Mejor Actor de Reparto", haciéndose finalmente con cinco de ellos. Supuso el primer Óscar para MacLaine, quien había recibido cinco nominaciones anteriores sin ganar, incluyendo una por Mejor largometraje documental.
| Año  | Categoría                                    | Receptor                                                                                      | Resultado |
| ---- | -------------------------------------------- | --------------------------------------------------------------------------------------------- | --------- |
| 1983 | Mejor película                               | James L. Brooks, productor                                                                    | Ganadora  |
| 1983 | Mejor director                               | James L. Brooks                                                                               | Ganador   |
| 1983 | Mejor actriz                                 | Shirley MacLaine                                                                              | Ganadora  |
| 1983 | Mejor actriz                                 | Debra Winger                                                                                  | Nominada  |
| 1983 | Mejor actor de reparto                       | Jack Nicholson                                                                                | Ganador   |
| 1983 | Mejor actor de reparto                       | John Lithgow                                                                                  | Nominado  |
| 1983 | Mejor guion basado en material de otro medio | James L. Brooks                                                                               | Ganador   |
| 1983 | Mejor dirección de arte                      | Polly Platt y Harold Michelson (dirección de arte); Tom Pedigo y Anthony Mondell (decoración) | Nominados |
| 1983 | Mejor montaje                                | Richard Marks                                                                                 | Nominados |
| 1983 | Mejor sonido                                 | Donald O. Mitchell, Rick Kline, Kevin O'Connell y James R. Alexander                          | Nominados |
| 1983 | Mejor banda sonora original                  | Michael Gore                                                                                  | Nominado  |

#### Premios Globo de Oro
| Año  | Categoría              | Receptor                   | Resultado |
| ---- | ---------------------- | -------------------------- | --------- |
| 1983 | Mejor película - Drama | James L. Brooks, productor | Ganadora  |
| 1983 | Mejor director         | James L. Brooks            | Nominado  |
| 1983 | Mejor actriz           | Shirley MacLaine           | Ganadora  |
| 1983 | Mejor actriz           | Debra Winger               | Nominada  |
| 1983 | Mejor actor de reparto | Jack Nicholson             | Ganador   |
| 1983 | Mejor guion            | James L. Brooks            | Ganador   |

#### Otros premios
En los Premios del Círculo de Críticos de Cine de Nueva York, Terms of Endearment ganó Mejor película, Mejor actriz para Shirley MacLaine y Mejor actor de reparto para Jack Nicholson. Por su parte, la National Society of Film Critics premió a Debra Winger como Mejor actriz y se otorgó el Premio a la mejor dirección por el Sindicato de Directores a James L. Brooks.
Shirley MacLaine fue nominada a Mejor actriz en los Premios BAFTA de 1984. 

## Secuela
En 1996, Robert Harling dirigió la secuela The Evening Star, con la participación de MacLaine y Nicholson. Sin embargo, resultó ser un fracaso crítico y comercial.